# She-Hulk: Attorney at Law
She-Hulk: Attorney at Law (titulada: She-Hulk: Defensora de héroes en Hispanoamérica y She-Hulk: Abogada Hulka en España) es una miniserie de televisión web estadounidense creada por Jessica Gao para el servicio de streaming, Disney+, basada en Marvel Comics, con el personaje She-Hulk. Es la octava serie de televisión del Universo cinematográfico de Marvel (MCU) producida por Marvel Studios, compartiendo continuidad con las películas de la franquicia. Sigue a Jennifer Walters, una abogada especializada en casos que involucran a superhumanos, quien también se convierte en la superheroína verde She-Hulk. Gao se desempeñó como escritora principal y Kat Coiro dirigió el equipo de dirección.
Tatiana Maslany protagoniza como Jennifer Walters / She-Hulk, junto a Jameela Jamil, Ginger Gonzaga, Mark Ruffalo, Josh Segarra, Mark Linn-Baker, Tess Malis Kincaid, Tim Roth, Megan Thee Stallion, Benedict Wong, Renée Elise Goldsberry, Jon Bass, Rhys Coiro, Griffin Matthews, Patti Harrison, Steve Coulter, Charlie Cox, Brandon Stanley, y Drew Matthews. La serie se anunció en agosto de 2019, y Gao fue contratada ese noviembre. Coiro se unió para dirigir múltiples episodios en septiembre de 2020. En diciembre, se anunció oficialmente el casting de Maslany y Anu Valia fue contratada para dirigir también múltiples episodios. El rodaje tuvo lugar en Atlanta, Georgia, de abril a agosto de 2021.
She-Hulk: Attorney at Law se estrenó en Disney+ el 18 de agosto de 2022, y duró nueve episodios, concluyendo el 13 de octubre. Es la última serie de televisión de la Fase Cuatro del UCM. La serie recibió críticas generalmente positivas, con elogios particulares por la actuación de Maslany, aunque la recepción de los efectos visuales de la serie fue mixta.

## Premisa
Jennifer Walters tiene una vida complicada como abogada soltera de unos 37 años que también se convierte en la superheroína verde She-Hulk, de 6 pies y 7 pulgadas (2,01 metros).

## Reparto
- Tatiana Maslany como Jennifer Walters / She-Hulk:
Una abogada de la firma Goodman, Lieber, Kurtzberg & Holliway (GLK&H) que se especializa en casos que involucran a superhumanos y que se convierte en una poderosa versión verde de sí misma de 6 pies y 7 pulgadas (2,01 metros), similar a su primo Bruce Banner, después de contaminarse accidentalmente con su sangre.[2] Maslany llamó al personaje "la antítesis de la mayoría de las narrativas de superhéroes", ya que Walters no quiere sus habilidades. Continuó diciendo que Walters tiene un "gran elemento de negación en ella que es identificable", y Maslany trató de rechazar los cambios en el personaje todo el tiempo que pudo para crear una "tensión divertida" entre Walters y She-Hulk. Maslany también se inspiró en la música de Sophie, que describió como una combinación de "sonidos orgánicos y eléctricos de tipo industrial que se sentían conectados con She-Hulk".[3] También le gustó la dualidad de una "mujer que ocupa dos cuerpos diferentes", especialmente porque la cultura moderna tiene una obsesión con el cuerpo de la mujer y sintió que el comentario de la serie era "muy profético" y "lleno de matices interesantes".[4] El personaje Elaine Benes de Seinfeld sirvió como "piedra de toque" para Maslany.[5] La guionista principal, Jessica Gao, quería crear un personaje que tuviera una "vida completa" que luego tuviera que lidiar con la adición inesperada de superpoderes a su vida,[6]explorando su respuesta emocional y mental.[7] Maliah Arrayah, de 6 pies y 7 pulgadas (2,01 metros) sirvió como referencia en el set y doble de cuerpo para She-Hulk.[8][9][10] La directora Kat Coiro y Maslany pudieron aprender cómo Arrayah "se movía por el mundo" a su altura, así como las luchas que enfrentó.[11] Arrayah llevaba un traje musculoso en el set.[10] Devon Lewis fue otro doble de She-Hulk y apareció como Savage She-Hulk en la secuencia de apertura del final.[12]
- Jameela Jamil como Mary MacPherran / Titania:
Una influencer de las redes sociales con una fuerza increíble que está obsesionada con She-Hulk y finalmente se convierte en su rival.[4][2] Gao quería modernizar el personaje y darle "un poco más de complejidad", gravitando hacia estar interesada en las redes sociales y mantener su marca.[13] Jamil describió al personaje como molesto y extraño, afirmando que ella "casi no necesita usar su fuerza; podría molestarte hasta la muerte".[14] Agregó que el personaje es "todo narcisismo y egoísmo" y se cree la mujer más fuerte del mundo antes de ser humillada públicamente por She-Hulk, lo que hace que Titania le guarde rencor a She-Hulk.[2] El acento que Jamil usa para Titania se describió como un "acento muy influyente [de Los Ángeles]", que, en su opinión, agregó un "toque ridículo" a la calidad ya "caricaturesca" del personaje.[15] Aunque la historia de fondo del personaje no aparece en She-Hulk, Jamil recurrió a la de los cómics para informar su actuación, en particular por la inseguridad de Titania.[16] Titania no aparece de manera destacada en los primeros episodios de la serie porque los escritores "querían sembrarla allí" como una forma de "preservar" de los cómics cómo ella es "este mosquito que siempre estaba zumbando alrededor de She-Hulk" para derribarla y nunca tratar de intentar la destrucción total.[17] Además, esto permitió a la audiencia "conocer realmente" a los otros personajes antes de que ella regrese.[18] Jamil se entrenó en jiu-jitsu, kickboxing y kung fu para el papel.[19]
- Ginger Gonzaga como Nikki Ramos:
Una asistente legal y la mejor amiga de Walters. Ella ayuda a Walters a "soltarse y colorear fuera de las líneas", y Maslany señala que Ramos "le recuerda que hay una vida fuera de su trabajo" y que She-Hulk puede ser "aceptada" y "también parte de su identidad".[2] Gonzaga dijo que Ramos tiene una "personalidad sardónica" y que no aspira a ser abogada ya que le gusta romper las reglas.[13] El personaje es queer, con Gonzaga creyendo que Ramos era bisexual. Gonzaga dijo que Ramos "amaría a cualquiera", tendría un "crush" en Mallory Book,[20] y viviría "una vida muy libre".[21] Después de elegir a Gonzaga, el papel se reescribió para parecerse más a Gonzaga y su personalidad.[22]
- Mark Ruffalo como Bruce Banner / Smart Hulk:
Un vengador, genio científico y primo de Walters que, debido a la exposición a la radiación gamma, generalmente se transforma en un monstruo cuando está enfurecido o agitado, pero desde entonces ha logrado equilibrar sus dos lados con la experimentación gamma, lo que le permite combinar su inteligencia con la fuerza y estatura física de Hulk.[23][1] Viviendo fuera de la red en México, Banner decide entrenar a Walters para que se convierta en superhéroe,[2] partiendo de "una idea predispuesta de que su experiencia va a ser exactamente igual a la de él", finalmente dándose cuenta de que su experiencia es diferente "física, literalmente y mentalmente debido a cómo han operado de manera diferente en el mundo como hombres y mujeres". Coiro disfrutó de ver a Banner "perderse completamente de su juego" al enseñar a Walters y darse cuenta de que ella también puede enseñarle a él,[8] y Ruffalo agregó que Banner está emocionado de tener a otra persona ahora que puede relacionarse con ser un Hulk.[2]
- Josh Segarra como Augustus "Pug" Pugliese:
Un miembro del equipo legal de GLK&H, que trabaja con Walters y Ramos. Segarra dijo que Pugliese se preocupa por sus compañeros de trabajo ya que "lo hacen parte de su familia" y apoya a Walters ya sea She-Hulk o no.[2]
- Mark Linn-Baker como Morris Walters: Padre de Walters y tío de Banner.[24]
- Tess Malis Kincaid como Elaine Walters: Madre de Walters y la tía de Banner.[24]
- Tim Roth como Emil Blonsky / Abominación:
Un ex oficial nacido en Rusia de los Royal Marines Commandos del Reino Unido que había combinado una versión modificada del suero del supersoldado y radiación gamma para transformarse en un monstruo humanoide similar a Hulk después de un tratamiento experimental. Es uno de los clientes de Walters,[2] convirtiéndose en propietario de un retiro de bienestar llamado "Abomaste" después de reformarse.[25] La directora Kat Coiro describió a Blonsky como un "personaje muy engañoso: no necesariamente se puede confiar en él y tienes la sensación de que es un estafador". Debido a que el personaje fue tomado en "una dirección muy diferente" de la primera interpretación de Roth, no abordó el papel como una repetición del personaje previo, sino más bien como una nueva versión para "jugar con eso".[2] Roth disfrutó de poder improvisar con el personaje y explorar su veracidad y si realmente estaba reformado.[26]
- Megan Thee Stallion como una versión ficticia de sí misma que se convierte en una de las clientas de Walters. Stallion también aparece como Runa haciéndose pasar por ella.[27][28]
- Benedict Wong como Wong: El Hechicero Supremo, que se encontró previamente con Blonsky.[1][29] Gao disfrutó de que Wong fuera "divertido y formara parte de una tontería en la que el universo no está en juego" en la serie, en comparación con sus actuaciones anteriores en el UCM en las que era más dramático.[30]
- Renée Elise Goldsberry como Mallory Book:
Una abogada de GLK&H que se siente amenazada por Walters al convertirse esta en la nueva jefa de la división de leyes sobrehumanas. Goldsberry dijo que Book tiene mucha presión sobre ella para lograr la perfección, y después de ver inicialmente a Walters como una amenaza, Book encuentra "algo de valor" en una relación con ella después de ver su humanidad.[2]
- Jon Bass como Todd Phelps / HulkKing[nota 1]:
Un pretendiente potencial para Walters que decide probar las citas en línea,[2][31] y es secretamente "HulkKing", el creador de Intelligencia, un foro de odio en línea dirigido a She-Hulk que intenta adquirir su sangre.[32] Bass describió a Todd como un "idiota filántropo playboy multimillonario" que busca emular a Tony Stark "pero aparece como Jon Bass", y agregó que Todd "está acostumbrado a obtener lo que quiere", pero es un "asqueroso que empieza a aparecer por todas partes". La coproductora ejecutiva Wendy Jacobson dijo que el personaje era un comentario social sobre la misoginia, la cultura de la cancelación y las "perspectivas injustas de las mujeres".[2] Bass sintió que era "bastante fácil" retratar a Phelps sin una investigación exhaustiva porque está "justo ahí en nuestra cultura". También proporcionó captura de movimiento para cuando Phelps se convierte en Hulk.[32]
- Rhys Coiro como Donny Blaze: Un mago y antiguo alumno de las Artes Místicas que trabaja en Mystic Castle. Coiro dijo que Criss Angel y David Blaine eran "los prototipos" usados para inspirar al personaje.[33]
- Griffin Matthews como Luke Jacobson: Un diseñador de moda que se especializa en trajes de superhéroes, que crea un nuevo guardarropa para Walters cuando hace la transición hacia y desde su forma She-Hulk.[34]
- Patti Harrison como Lulu: una vieja amiga de Walters de la escuela secundaria que la invita a ser dama de honor en su boda.[35]
- Steve Coulter como Holden Holliway: socio de GLK&H y jefe de Walters.[36]
- Charlie Cox como Matt Murdock / Daredevil:
Un abogado ciego de Hell's Kitchen, Nueva York, que lleva una doble vida como un enmascarado vigilante.[37] Maslany llamó a Walters y Murdock los mejores amigos,[38] mientras que Coiro dijo que los dos "combinan el ingenio del otro".[8] Gao declaró que tienen en común que ambos son abogados y también superhéroes.[38] Los escritores inicialmente creyeron que no habrían podido presentar al personaje en la serie, y finalmente se les dijo que el estudio podría usar el personaje con Cox regresando al papel de las series de televisión de Netflix de Marvel.[39] Presentar a Murdock en la serie permitió a los escritores hacer que el personaje "jugara en el tono" de la serie y explore un "lado más claro" de él que sus interpretaciones más oscuras anteriores,[40] sin dejar de ser fiel al personaje tal como aparece en los cómics.[39]
- Brandon Stanley como Eugene Patilio / Leap-Frog: el hijo de un rico cliente de GLK&H que intenta convertirse en un luchador contra el crimen con un disfraz de rana.[41]
- Drew Matthews como Dennis Bukowski: El abogado de la oficina del fiscal de distrito del condado de Los Ángeles y antiguo compañero de trabajo de Walters.[42]

Las estrellas invitadas adicionales incluyen Nicholas Cirillo interpreta a Ched, el primo de Walters, Peg O'Keef interpreta a Runa, una Elfa de Luz de Nuevo Asgard que cambia de forma que estafó a Bukowski haciéndose pasar por Megan Thee Stallion, Patty Guggenheim aparece como Madisynn King, una víctima borracha de la magia que se convierte en la amiga de Wong, Leon Lamar interpreta a Cornelius P. Willows, el compañero de Blaze y el curador de Mystic Castle,, David Otunga interpreta a  una de las citas de Walters, y Trevor Salter como Josh Miller, un miembro de Intelligencia que sale con Walters para robar una muestra de su sangre para Phelps. Brian T. Delaney proporciona la voz no acreditada de K.E.V.I.N. («Knowledge Enhanced Visual Interconnectivity Nexus»), una inteligencia artificial a cargo de las decisiones de la historia del Universo cinematográfico de Marvel; el personaje es una referencia al presidente de Marvel Studios, Kevin Feige. Se le pidió a Feige que hiciera la voz de K.E.V.I.N., pero se negó, y posteriormente se utilizó un actor de voz. Gao y los escritores de la serie, Zeb Wells y Cody Zigler tienen cameos en la temporada.
Los personajes de los cómicos presentados en la serie incluyen, La Brigada de Demolición, un grupo de cuatro criminales que manejan herramientas de construcción asgardianas mejoradas como armas, también aparecen en la serie, y sus miembros consisten en Nick Gomez como Demoledor y Justin Eaton como Bola de Trueno. David Pasquesi como Craig Hollis / Mr. Immortal, un superhumano incapaz de morir que acude a GLK&H para que lo ayude a resolver los divorcios de sus muchas esposas; Nathan Hurd como Man-Bull, un híbrido humano/toro que ganó su apariencia de un experimento científico que salió mal; Joseph Castillo-Midyett como El Águila, un espadachín autoproclamado que es capaz de generar explosiones eléctricas a través de objetos; Terrence Clowe como el vampiro Saracen, un hombre que afirma ser un Vampiro; Jordan Aaron Ford como Porcupine, un individuo que usa continuamente un disfraz que recuerda a un puercoespín; y Wil Deusner proporciona captura de movimiento para Skaar, el hijo de Banner de Sakaar que también heredó sus poderes de Hulk.

## Episodios
| N.º | Título | Dirigido por | Escrito por                             | Fecha de lanzamiento original |
| --- | --- | ------------ | --------------------------------------- | ----------------------------- |
| 1 | «Un sentimiento normal de ira / Una ira normal» (en inglés: A Normal Amount of Rage)                                                                       | Kat Coiro    | Jessica Gao                             | 18 de agosto de 2022          |
| Durante un viaje por carretera, la abogada Jennifer Walters y su primo Bruce Banner son interceptados por una nave espacial sakaariana y chocan su coche. Walters, mientras intenta llevar a Banner a un lugar seguro, se contamina con su sangre, lo que hace que se transforme en Hulk. Posteriormente, Walters es llevada al laboratorio secreto de Banner en México, donde explica su condición genética especial y se ofrece a ayudarla a controlar sus poderes. Aunque es capaz de manejar sin esfuerzo el régimen de entrenamiento de Banner, Walters expresa su disgusto por la idea de convertirse en superhéroe y abandonar su vida anterior. Ella intenta irse, pero Banner la detiene y los dos se pelean. Banner acepta a regañadientes el deseo de Walters de volver a su vida normal y se despide de ella. Varios meses después, Walters asiste a un caso judicial, pero es interrumpido por Titania, una influenciadora de las redes sociales con superpoderes que irrumpe violentamente en la sala del tribunal. Walters se transforma y derrota fácilmente a Titania. | |              |                                         |                               |
| 2 | «Leyes Sobrehumanas / Derecho Sobrehumano» (en inglés: Superhuman Law)                                                                                     | Kat Coiro    | Jessica Gao                             | 25 de agosto de 2022          |
| Walters gana notoriedad pública después de derrotar a Titania y es apodada «She-Hulk». Sin embargo, el caso se declara nulo después de que la defensa argumentara con éxito que su pelea con Titania influyó en el jurado y la despiden de la oficina del fiscal de distrito. Incapaz de encontrar otro trabajo, el consejo de abogados contrario Goodman, Lieber, Kurtzberg & Holliway (GLK&H) le ofrece un puesto a Walters y acepta impulsivamente. En su primer día, el socio de GLK&H, Holden Holliway, le informa que quiere que ella dirija su nueva División de Leyes de Superhumanos y trabaje como She-Hulk a tiempo completo. Su primer caso es representar a Emil Blonsky / Abominación en su audiencia de libertad condicional. Aunque inicialmente se mostró reacia debido al último intento de Blonsky de matar a Banner, Walters obtiene la aprobación de Banner y ella acepta el caso. Sin embargo, pronto se entera de que Blonsky escapó de la prisión y participó en un club de lucha clandestino. | |              |                                         |                               |
| 3 | «El pueblo contra Emil Blonsky» (en inglés: The People vs. Emil Blonsky)                                                                                   | Kat Coiro    | Francesca Gailes & Jacqueline J. Gailes | 01 de septiembre de 2022      |
| Walters confronta a Blonsky, quien explica que el Hechicero Supremo, Wong lo sacó de su celda y que luego regresó a prisión voluntariamente. Mientras Walters intenta ponerse en contacto con Wong, la noticia de su nombramiento como abogada de Blonsky suscita controversia pública. El ex colega de Walters, Dennis Bukowski, se acerca a la división de leyes sobrehumanas por un caso que involucra a su exnovia Runa, una Elfa de Luz de Nuevo Asgard que cambia de forma y que lo estafó haciéndose pasar por Megan Thee Stallion; el caso se asigna al compañero de trabajo de Walters, Augustus "Pug" Pugliese. Wong se reúne con Walters y accede a testificar en la audiencia de libertad condicional de Blonsky. Durante la audiencia, Wong y varios otros testigos hacen sus declaraciones, mientras que Blonsky demuestra su capacidad para mantener el control como Abominación. Más tarde, Walters ayuda a Pug a ganar su caso, y Blonsky queda en libertad condicional, pero se le prohíbe volver a transformarse. Como She-Hulk, Walters da una entrevista televisada para contar su historia. Más tarde, mientras se dirigía a su casa, Walters es atacada por cuatro hombres armados con equipos de construcción asgardianos, que intentan robar una muestra de su sangre, pero ella lucha contra ellos. En una escena de mitad de los créditos, la verdadera Stallion firma para convertirse en cliente de Walters y las dos celebran.         | |              |                                         |                               |
| 4 | «¿Esto no es magia de verdad? / ¿No es esto magia real?» (en inglés: Is This Not Real Magic?)                                                              | Kat Coiro    | Melissa Hunter                          | 08 de septiembre de 2022      |
| Donny Blaze, un mago que fue expulsado de Kamar-Taj por el uso poco ético de sus poderes, envía a un miembro de la audiencia llamada Madisynn a otra dimensión, donde hace un trato con un demonio antes de ser transportada a la casa de Wong en Kamar-Taj. Wong se acerca a Walters y le pide ayuda para hacer un ejemplo de Blaze para que personas como él no puedan hacer un mal uso de las Artes Místicasentonces presentan una demanda contra el curador de Blaze y Mystic Castle, Cornelius P. Willows. Mientras tanto, Walters crea un perfil en una aplicación de citas con la esperanza de expandir su vida social, pero tiene poco éxito hasta que lo cambia a un perfil para She-Hulk. Blaze desata accidentalmente un enjambre de demonios en uno de sus espectáculos, pero Wong y Walters son capaces de lidiar con las criaturas, y Walters amenaza a Blaze para que cumpla con su orden de cese y desistimiento. Al día siguiente, Walters se entera de que Titania ha sido liberada y está presentando una demanda contra ella, después de haber registrado el nombre "She-Hulk". | |              |                                         |                               |
| 5 | «Verde, alegre y estos jeans me quedan ardientes / Malota, verdosa y en vaqueros una diosa» (en inglés: Mean, Green, and Straight Poured into These Jeans) | Anu Valia    | Dana Schwartz                           | 15 de septiembre de 2022      |
| Titania ha registrado el nombre "She-Hulk" para una nueva línea de productos de belleza, lo que enfurece a Walters. Holliway le advierte a Walters que necesita lidiar con la situación rápidamente, y asigna a Mallory Book como su abogada para el caso. Nikki y Pug idean un plan para adquirir un atuendo de superhéroe para Walters de Luke Jacobson, un sastre altamente exclusivo, mientras que Book y Walters deciden contrademandar a Titania con la esperanza de recuperar la marca registrada de She-Hulk. Walters se molesta al descubrir que Todd, una de sus citas sin éxito, también es cliente de su firma, pero esto la ayuda a darse cuenta de que puede usar su historial de aplicaciones de citas para establecer un registro pasado de su identificación como She-Hulk, antes de que Titania intentara obtener la marca registrada. Gracias a los testimonios de sus fechas pasadas, Walters gana el caso y establece una amistad tentativa con Book. Más tarde adquiere sus nuevos atuendos personalizados de Jacobson. | |              |                                         |                               |
| 6 | «Solo Jen» (en inglés: Just Jen) | Anu Valia    | Kara Brown                              | 22 de septiembre de 2022      |
| Walters es invitada a ser dama de honor en la boda de su vieja amiga Lulu. Sin embargo, cuando llega, se siente decepcionada al descubrir que Lulu quiere que se presente como ella misma, no como She-Hulk, y le asigna numerosos deberes previos a la boda. Peor aún, Titania está presente mientras sale con uno de los padrinos de boda de Lulu. Walters se une a Josh, un amigo del novio, pero Titania la ataca y quiere que se vaya. Después de una breve pelea, Titania se derrumba y se marcha furiosa. Mientras tanto, Book y Ramos trabajan en un caso de divorcio de un superhumano llamado "Mr. Immortal", quien ha fingido repetidamente su muerte para salir de varios matrimonios. Para agravar el problema, ocho de sus cónyuges anteriores presentaron demandas contra él al enterarse de su secreto a través de un video en línea que mostraba sus poderes filtrado por un sitio web llamado Intelligencia. Después de resolver el caso, Book y Ramos descubren varias amenazas de muerte dirigidas a She-Hulk en el foro de mensajes de Intelligencia. En otra parte, la organización no identificada que contrató previamente a la Brigada de Demolición espía a Walters y planea otro intento de robarle una muestra de sangre. | |              |                                         |                               |
| 7 | «El retiro» (en inglés: The Retreat) | Anu Valia    | Zeb Wells                               | 29 de septiembre de 2022      |
| Walters tiene varias citas con Josh, pero él desaparece y aparentemente la ignora después de que duermen juntos. Mientras anticipa un mensaje de texto de él, recibe una llamada del oficial de libertad condicional de Blonsky, quien le informa que el inhibidor que impide que Blonsky se convierta en Abominación está roto y que tiene que ir a su retiro de meditación para verlo. Cuando llega a la retirada, Man-Bull y El Águila destruyen accidentalmente su coche, obligándola a permanecer allí hasta que pueda ser remolcado. El retiro carece de cobertura de Internet y celular a pesar de que Walters continúa esperando nerviosamente una respuesta de Josh. Ella asiste a una sesión de terapia grupal con Blonsky, Man-Bull, El Águila, Porcupine, Saracen y Demoledor de la Brigada de Demolición, donde es convencida de eliminar la información de contacto de Josh y dejar ir sus sentimientos hacia él. Se revela que tres días antes, Josh clonó en secreto el teléfono de Jen y robó una muestra de su sangre en nombre de "HulkKing" después de acostarse con ella. | |              |                                         |                               |
| 8 | «Brinca y Salta / A croar y a por todas» (en inglés: Ribbit and Rip It)                                                                                    | Kat Coiro    | Cody Ziglar                             | 6 de octubre de 2022          |
| Walters asume un nuevo caso, representando a Eugene Patilio / Leap-Frog, quien desea demandar a Jacobson por haberle proporcionado un supertraje defectuoso. Walters intenta hablar con Jacobson sobre compensar a Patilio, pero se encuentra con hostilidad. Jacobson está representado por Matt Murdock en la corte, y logra ganar el caso debido a que Patilio revela inadvertidamente que desobedeció las instrucciones de Jacobson para usar el traje. Walters y Murdock luego se hacen amigos en un bar. Posteriormente, Patilio contacta a Walters para pedirle ayuda contra un agresor desconocido. Walters llega y lucha contra el agresor, quien descubre que es Murdock como su personaje de superhéroe Daredevil. Murdock le revela a Walters que Patilio secuestró a Jacobson y los dos trabajan juntos para rescatar a este último. Jacobson perdona a Walters por su interacción anterior, mientras que Murdock luego se acuesta con Walters en su casa. Al día siguiente, Walters asiste a la gala de los Premios Legales del Sur de California, donde acepta el premio a la Abogada del Año, pero la gala es interrumpida por una transmisión de Intelligencia, que mancha la reputación de Walters al mostrar imágenes de ella en la cama con Miller. Walters se enfurece y destruye el escenario de gala, luego intenta capturar a un miembro de Intelligencia cercano, pero los agentes del Departamento de Control de Daños (DODC) la detienen. | |              |                                         |                               |
| 9 | «¿De quién es este show? / ¿De quién es esta serie?» (en inglés: Whose Show Is This?)                                                                      | Kat Coiro    | Jessica Gao                             | 13 de octubre de 2022         |
| Walters es liberada de la custodia del DODC, pero se ve obligada a usar un inhibidor para evitar que se transforme y pierde su trabajo en GLK&H. Nikki y Pug se infiltran en un evento de Intelligencia, donde se enteran de que Todd es HulkKing y Blonsky como Abominación actúa como orador motivacional. Walters llega al evento y se enfrenta a Todd, quien se inyecta su sangre y se transforma en Hulk. Después de que Titania y Banner aparecen inesperadamente en la pelea que sigue, Walters, confundida, destruye su inhibidor y rompe la cuarta pared para enfrentarse a los escritores del programa en Marvel Studios: unidos. Ella se reúne con K.E.V.I.N.,una inteligencia artificial que dice estar a cargo de las decisiones de la historia del Universo cinematográfico de Marvel, y lo convence de reescribir el final, a lo que acepta a regañadientes. Al regresar a su programa, descubre que Phelps y Blonsky han sido arrestados. Mientras celebra con su familia y Murdock, Banner regresa de Sakaar con su hijo Skaar. Después de recuperar su trabajo y ser absuelta de todos los cargos, Walters promete continuar su trabajo como abogada y superheroína. En una escena de mitad de los créditos, Wong saca a Blonsky de la prisión y lo lleva a Kamar-Taj. | |              |                                         |                               |

## Producción

### Desarrollo
En julio de 1989, se esperaba que el personaje Jennifer Walters / She-Hulk apareciera en la película para televisión The Death of the Incredible Hulk (1990). El personaje finalmente no apareció, y un año después se canceló una serie de televisión propuesta con She-Hulk en ABC. En 1991, una película basada en el personaje entró en desarrollo en New World Pictures con Larry Cohen como director y Brigitte Nielsen interpretando a She-Hulk. Nielsen participó en una sesión de fotos promocional, pero la película finalmente no se materializó.
En agosto de 2019, Marvel Studios anunció en la conferencia D23 que una serie de televisión de She-Hulk, se estaba desarrollando para el servicio de streaming, Disney+, que se establecería en su universo compartido, UCM. Poco después, se le acercó a Jessica Gao para hacer un pitch para la serie. Gao se había reunido previamente con Marvel Studios para hacer un pitch para las películas Capitana Marvel (2019), Black Widow (2021) y Shang-Chi y la leyenda de los Diez Anillos (2021), que no funcionaron, y cada vez había expresado su deseo de que se le acercaran sobre un posible proyecto de She-Hulk. Fue una de las primeras creativas en incluir al personaje en sus presentaciones al estudio, haciéndolo en su  pitch de Black Widow, que el ejecutivo de Marvel Studios, Brad Winderbaum sintió que era más una película de She-Hulk con Black Widow que un pitch para una película Black Widow. Gao dijo que sus presentaciones anteriores le habían permitido construir una relación con Marvel Studios, por lo que en el momento en que presentó She-Hulk, Feige y los otros ejecutivos sabían el tipo de guionista que era, su humor y "las peculiaridades y matices" que puso en sus guiones. Su propuesta para She-Hulk había incluido a los personajes Bruce Banner y Emil Blonsky / Abominación, aunque no estaba segura de si podrían aparecer, incluido un complot de juicio extendido para Blonsky. Gao también incluyó al Líder en su propuesta y sugirió que trajeran de vuelta la versión de Samuel Sterns del personaje, que fue interpretado por Tim Blake Nelson en The Incredible Hulk (2008), o crear una nueva versión que podría haber estado relacionada con Sterns; El Líder finalmente no apareció, y Gao no podía recordar si se trataba de una elección de escritura o si Marvel Studios no permitió que la serie usara al personaje. Gao fue contratada para servir como escritora principal para She-Hulk en noviembre de 2019.
En septiembre de 2020, se contrató a Kat Coiro para dirigir el primer y el último episodio, además de otros cuatro, y como productora ejecutiva de la serie, mientras Anu Valia también se unió como directora en diciembre de 2020. Valia dijo que estaba dirigiendo algunos episodios de la serie y describió a Coiro como la "líder visionaria" de la serie. Esperaba que al unirse a la serie pudiera agregar algo a lo que Gao y Coiro habían creado y encontrar su "propia conexión personal con la historia". Coiro finalmente dirigió seis episodios y Valia dirigió tres. En mayo de 2022, Marvel Studios anunció que la serie se titularía She-Hulk: Attorney at Law. El presidente de Marvel Studios, Kevin Feige decidió cambiar el nombre después de escuchar la frase de Banner, «She-Hulk attorney at law, it's got a nice ring to it»; (en español: «She-Hulk attorney at law, suena bien») mientras editaba la serie y sintiendo que sería un "gran título para un programa". Los títulos alternativos de algunos episodios se muestran durante los créditos iniciales: Attorney for Hire en el segundo episodio, y She-Hulk by Titania en el quinto, Just Jen: Attorney at Law en el sexto, y The Savage She-Hulk en el noveno.
La serie se anunció originalmente que constaría de diez episodios, y Feige dijo que equivaldrían aproximadamente a seis horas de contenido. Esto se cambió a nueve episodios durante el desarrollo debido a la progresión natural de la historia, y Coiro elogió a Marvel por tener la flexibilidad de cambiar el recuento de episodios según sea necesario. Feige, Louis D 'Esposito, Victoria Alonso y Brad Winderbaum de Marvel Studios se desempeñaron como productores ejecutivos de la serie junto con Coiro y Gao. Según los informes, She-Hulk: Attorney at Law tenía un presupuesto de 225 millones de dólares, dándole a cada episodio un presupuesto de 25 millones de dólares.

### Guion
Francesca Gailes, Jacqueline J. Gailes, Melissa Hunter, Dana Schwartz, Kara Brown, Zeb Wells y Cody Ziglar se desempeñan como escritores de la serie, muchos de los cuales provienen de una sitcom. Francesca Gailes también se desempeña como editora de historias. Wells y Ziglar contribuyeron con su conocimiento de los cómics a la serie, como cuando Wells sugirió a los villanos menos conocidos que aparecen en su episodio, «The Retreat». La escritura comenzó en 2019, y a principios de mayo de 2020, el trabajo en los guiones de la serie había terminado. Feige describió la serie como una "comedia legal de media hora" que sería fiel a la versión de John Byrne de She-Hulk en Marvel Comics, con la estrella Tatiana Maslany llamándolo "esta versión realmente absurda de un drama legal". Gao agregó que She-Hulk: Attorney at Law estaba "enhebrando una línea muy fina" de ser una comedia de situación mientras aún existía dentro del MCU, comparándola con la serie Ally McBeal, y dijo que era un tono de equilibrio "complicado" de la serie entre los elementos cómicos y meta con la acción y el drama esperados dentro del MCU. Otras influencias fueron Legally Blonde (2001) y las series Seinfeld y The People v. O. J. Simpson: American Crime Story. La serie adapta un formato procesal de "caso de la semana" sin dejar de presentar algunos elementos serializados que contribuyen al arco de la temporada; Gao implementó este formato porque quería que la audiencia disfrutara de cada episodio como una historia completa.
Las diversas series de cómics que presentan al personaje de Stan Lee, Byrne, Dan Slott y Charles Soule se mencionan en Attorney at Law, con Gao "seleccionando cuidadosamente" varios elementos de cada uno y "fusionándolos todos juntos para que realmente se sintiera simultáneamente como una culminación, pero también como algo completamente propio". La mayor parte de la serie se basa en la trama del cómic de Slott con elementos de Byrne. Soule, que tiene experiencia legal y también es abogada, se desempeñó como consultora legal de la serie y brindó asesoramiento sobre aspectos como el comportamiento de los abogados y los jueces en una sala del tribunal.
La serie incorpora la autoconciencia y la metanatraleza de Walters de los cómics, con Walters adquiriendo la conciencia y la capacidad de romper la cuarta pared en la serie después de convertirse en Hulk. Coiro dijo que hubo "grandes sorpresas" con respecto a la ruptura de la cuarta pared, Valia agregó que fue "muy divertido, genial", y Maslany dijo que era un buen mecanismo para "atraer a la audiencia" a la historia. Gao, Coiro y los escritores discutieron cómo se debe presentar gran parte de la naturaleza meta, discutiendo opciones como si ella hablaría a la cámara, directamente a la audiencia u otra persona "más detrás de escena", y si había otro elemento meta. Inicialmente, Walters rompía constantemente la cuarta pared, lo que Marvel Studios consideró demasiado,lo que provocó que se pidiera a los escritores que hicieran una versión con notas de los editores, una herramienta utilizada en los cómics para aclarar elementos de la historia, que aparecen para que Walters interactúe con ellos. Las notas del editor finalmente se descartaron porque ella simplemente rompió la cuarta pared, pero no en la medida en que originalmente concebido. El argumento inicial de Gao para la serie incluía Fleabag (2016–2019) y Better Call Saul (2015–2022) como referencias sobre cómo retratar a Walters rompiendo la cuarta pared, con Maslany creyendo que los guiones de Attorney at Law se inspiraron en la "irreverencia y el sentido del humor" de Fleabag. Las rupturas de la cuarta pared culminaron en el episodio final de la temporada, con Walters ingresando al mundo real y enfrentándose a K.E.V.I.N. («Knowledge Enhanced Visual Interconnectivity Nexus»}) en Marvel Studios; esto se inspiró en gran medida en lo que hizo Byrne en su tirada de cómics.
La serie toma una "idea extraordinaria y de alto concepto" que se basa en la vida de Jennifer Walters, con Gao interesado en explorar "esa pequeña rebanada de la vida" fuera de la gran escala normal y la acción del MCU. La inclusión de la familia de Walters ayudó a mantener la serie "íntima y centrada en" su vida, con Gao interesada en explorar la dinámica familiar cuando existe un Hulk en esa familia y luego se agrega un segundo. Con la serie también explorando las citas para una mujer moderna, Maslany disfrutó de cómo la vida amorosa de Walters "era tan estresante como convertirse potencialmente en uno de los Vengadores". Tener una mayoría de mujeres en el equipo de redacción les permitió tomar sus diferentes puntos de vista para crear una "perspectiva femenina completa" en la serie y discutir cómo era ser mujer, y lo que eso significaría si se convirtieran en un superheroína pública. Gao explicó que "emergieron muchos puntos en común y muchos temas" que los escritores pudieron poner en la serie. Gao elaboró un arco de temporada para Walters sobre aceptar su nuevo vida como She-Hulk, describiendo la temporada como la "historia de origen" del personaje, lo que le permitió tener "mucha más confianza" en futuras apariciones.
La serie aborda e incorpora muchos comentarios misóginos y trol de Internet de la vida real sobre Marvel y las superheroínas. Gao calificó estos comentarios como "muy aburridos y poco originales" dado que los escritores pudieron "predecir" cuál sería la reacción a la serie cuando comenzaran a escribir en 2019.
Attorney at Law se establece "un período de tiempo relativamente corto" después de Shang-Chi y la leyenda de los Diez Anillos (2021). Gao evitó discutir el Blip dado que otras películas y series "ya han cubierto ese territorio" y los eventos han sido aceptados y la gente del MCU están siguiendo con sus vidas. Los primeros cuatro episodios y el episodio final presentan escenas a mitad de los créditos. Se derivaron del amor de Gao por las escenas de créditos finales, no solo dentro del MCU, ya que recompensan la paciencia de la audiencia y son "como un pequeño regalo extra especial". Además, le permitió a los escritores incluir más chistes en los episodios. Un pitch original para estas escenas era que fueran una "trama en curso con los malos".

### Casting
Mark Ruffalo, quien interpretó a Bruce Banner / Hulk en las películas del UCM, dijo en noviembre de 2019 que planeaba reunirse con Feige para hacer una aparición en la serie.En marzo de 2020, Ruffalo confirmó que estaba en conversaciones para repetir su papel en la serie. Ese septiembre, Deadline Hollywood informó que Tatiana Maslany fue elegida para el papel principal de Walters, pero Maslany negó haber sido elegida y dijo que el informe era "un comunicado de prensa que se salió de control" y "en realidad no es nada". The Hollywood Reporter reafirmó el casting de Maslany en noviembre de 2020, y Feige lo confirmó oficialmente el mes siguiente. Maslany inicialmente dudaba en unirse a proyectos a gran escala o de franquicia dado su deseo de actuar en los "centrados en el carácter" y tendía a "garantizar" la colaboración. Al decidir hacer una audición para el papel, Maslany disfrutó del guion de Gao y estaba emocionada por el desafío que el papel podría traerle y creía que traería "un pequeño cambio" en su vida. Más tarde declaró que "mintió rotundamente" acerca de negarse a participar en el casting porque no estaba segura de lo que podía decir. Feige también confirmó en diciembre de 2020 la participación de Ruffalo y el casting de Tim Roth en la serie. Se informó que Ruffalo tenía un "pequeño papel" en la serie. Roth repite su papel de Emil Blonsky / Abominación de The Incredible Hulk (2008). Marvel Studios se acercó a Roth para que apareciera en la serie después de que regresara para proporcionar trabajo vocal para Abominación en Shang-Chi and the Legend of the Ten Rings, y el papel en la serie apeló a la "anarquía" de Roth dentro de sí mismo y teniendo su carrera "siendo caos".
En enero de 2021, Ginger Gonzaga fue elegida como Nikki Ramos, la mejor amiga de Walters, y Renée Elise Goldsberry fue elegida en abril como Mallory Book. Jameela Jamil fue elegida como Titania en junio de 2021, con Josh Segarra uniéndose al mes siguiente como Augustus "Pug" Pugliese. En mayo de 2022, se reveló que Benedict Wong retomaría su papel del MCU como Wong, mientras que se reveló que Jon Bass era parte del elenco como Phelps.
En mayo de 2022, se reveló que Nicholas Cirillo, David Otunga, y Griffin Matthews formarían parte del elenco. En julio, se reveló que Drew Matthews interpretaría a Dennis "Buck" Bukowski. El mes siguiente, se reveló que Mark Linn-Baker interpretaría a Morris Walters, Patty Guggenheim fue revelada como Madisynn, y Rhys Coiro, el esposo de Kat, fue revelado como Donny Blaze. En agosto, se reveló que Megan Thee Stallion tendría un cameo en la serie como ella misma. Jamil sugirió su inclusión en la serie, después de que ambos trabajaron juntos en la serie de televisión Legendary.
Feige también insinuó apariciones de otros personajes del UCM dado el trabajo de Walter como abogado de superhéroes,con Maslany confirmando que habría "algunos personajes realmente divertidos" en la serie que Walters estaba defendiendo o enfrentando en la corte.Los personajes de los cómics que debutan en la serie aún no han aparecido en el UCM.Se reveló que, Charlie Cox aparecería en la serie en su papel del MCU de Matt Murdock / Daredevil en julio de 2022,que Coiro llamó la "mayor sorpresa" de la serie. Feige se le acercó en junio de 2020 para repetir su papel de la series de televisión de Netflix de Marvel para esto y la película Spider-Man: No Way Home (2021). En agosto de 2022, Brandon Stanley fue revelado como Eugene Patilio / Leap-Frog, Nick Gomez y Justin Eaton aparecen com Demoledor y Bola de Trueno, respectivamente, miembros de la Brigada de Demolición, mientras que David Pasquesi aparece como Craig Hollis / Mr. Immortal. Los personajes adicionales incluyen a Nathan Hurd como Man-Bull, Joseph Castillo-Midyett como El Águila, Terrence Clowe como Saracen, y Jordan Aaron Ford como Porcupine. Wil Deusner proporciona captura de movimiento para Skaar, el hijo de Hulk. Gao no sabía si Marvel Studios planeaba que Deusner siguiera en el papel para las futuras apariciones de Skaar.

### Diseño
Ann Foley se desempeñó como diseñadora de vestuario, después de trabajar previamente en la serie de Marvel Television, Agents of S.H.I.E.L.D. Gonzaga proporcionó información sobre el guardarropa de Ramos ya que disfruta y conoce la moda. Dijo que el guardarropa de Ramos "no puede ser demasiado loco" dado que trabaja en una oficina, pero pudo hacerlo "genial y vanguardista". Gonzaga se sintió más cómoda interpretando a Ramos cuando vestía "algo un poco desafiante o algo que no debería usar en el trabajo o algo que es demasiado elegante". Además, Gonzaga vendió parte de su ropa personal a la serie para usar como Ramos. Hablando sobre el aspecto de Titania en la serie, Jamil dijo que los creativos querían "ir por once [con] su estilo y todo sobre ella", y señaló que "su cabello es tan grande y sus atuendos son tan extra". Para Jamil era importante que Titania se viera "muy falsa en todos los sentidos", por lo que usó un trasero acolchado para replicar aumento de glúteos y se maquilló para que pareciera que Titania se había sometido a una cirugía plástica al "delinear mis labios y cincelándome la nariz y exagerando mis pómulos". El traje de Daredevil es similar al rojo que usaba en series de televisión de Netflix de Marvel, pero con un esquema de color actualizado para incluir el casco amarillo y acentos del diseño de cómic debut del personaje en el cómic, Daredevil #1. El traje original de Cox se usó como referencia y para su ajuste de vestuario para el que aparece en She-Hulk. Marvel Studios tenía intenciones claras sobre cómo se vería su disfraz para la serie. Cox estaba emocionado de que "She-Hulk" estuviera usando este traje, y también entendía que los fanáticos y los espectadores estarían igualmente emocionados de que el personaje pudiera usar ese traje. Elena Albanese se desempeñó como diseñadora de producción.
Los créditos finales de la serie tienen el estilo de los bocetos de los tribunales y están dibujados por Kagan McLeod, quien trabajó con Aspect en ellos. Jon Berkowitz, director creativo de Aspect, declaró que se les había contactado alrededor de noviembre de 2021 para presentar ideas para los créditos finales, y explicó que tanto el equipo de Aspect como Marvel Studios se sintieron atraídos por explorar el tema de luchando con la propia identidad. Antes de decidirse por el concepto de boceto de la sala del tribunal, Aspect imaginó los créditos que estaban dentro de la mente de Walters, "una expresión alucinatoria de identidad y dualidad"; uno al que llamaron "Compañeros de cuarto" que "se volvió loco" y habría usado animación 2D "vectorial"; y uno llamado "Las máscaras que usamos" que era "realmente extravagante" y se centraba en cómo la "máscara" pública de Walters es su identidad She-Hulk. Avanzando con los bocetos de la sala del tribunal, Aspect esperaba mostrar "la historia fuera de la historia" en lugar de servir como un resumen del episodio anterior. McLeod creó 72 dibujos a tinta individuales para los créditos, enviándolos a Aspect después de hacer la pasada de tinta, luego una pasada de pincel más grueso y, finalmente, con acuarela y pintura completas. Aspect tomó los dibujos y creó animaciones 3D a partir de ellos para manipular mejor el alcance y la profundidad de los dibujos; También se añadió una textura de papel digital a las secuencias. Cada episodio presentó los mismos 32 dibujos al principio y al final de los créditos, con tres dibujos únicos en el medio para cada episodio. Marvel Studios había planeado originalmente usar el logotipo de marketing de la serie al final de la secuencia de créditos que había sido creada por la agencia Buddha Jones, lo que Berkowitz consideró que habría sido un gran cambio con respecto a ver el arte de McLeod antes. McLeod creó una versión del logotipo con su estilo que inspiró a Marvel Studios a aparecer en la serie.

### Rodaje
El rodaje comenzó el 12 de abril, en Trilith Studios en Atlanta, Georgia, con Coiro y Valia dirigiendo episodios de la serie, Florian Ballhaus y Doug Chamberlain como directores de fotografía de Coiro y Valia, respectivamente. La serie se filmó bajo los títulos provisionales «Libra», «Clover», y Big Lady. Anteriormente, se esperaba que el rodaje comenzara el 6 de julio de 2020, pero se pospuso hasta marzo de 2021, debido a la pandemia de COVID-19.
Coiro trabajó para mantener visualmente la comedia de la serie equilibrada con el alcance cinematográfico esperado del MCU, afirmando: "Obviamente estamos explorando temas y estamos explorando el tono y estamos explorando momentos cómicos muy cotidianos, pero aún necesitamos que se sienta que es parte del UCM". A Roth inicialmente le resultó difícil volver al personaje, pero pudo abordar el papel con más humor después de verlo y comenzar a trabajar junto a Ruffalo. Coiro trabajó para encontrar un equilibrio al retratar el sexo en la serie, sin ir "demasiado lejos" o ser "tabú", y al mismo tiempo hacerlo accesible y agradable para el público en general. Señaló que Maslany sintió que la positividad sexual del personaje era "muy importante para ella" y fue una de las principales contribuyentes a las conversaciones sobre la sexualización en la serie.
Jamil dijo que estaría filmando sus escenas en la semana del 15 de agosto, y el rodaje de la serie terminó para esa fecha. Durante el rodaje, Coiro se asoció con la organización medioambiental sin ánimo de lucro «Habits of Waste» y su campaña "Lights, Camera, Plastic", para evitar mostrar plásticos de un solo uso en la pantalla cuando sea posible y reemplazarlos con artículos reutilizables y ecológicos.

### Posproducción
Los efectos visuales de la serie fueron creados por Digital Domain, FuseFX, Trixter y Wētā FX. Coiro discutió el personaje CGI de She-Hulk, creyendo que algunas de las reacciones negativas iniciales en el marketing se debieron a que "ella es muy diferente" a otros personajes CGI, ya que no tiene la misma "crudeza, dureza [o] voluminosidad" como personajes como Thanos o Hulk. Agregó que los creativos se enfocaron en lograr detalles en las expresiones faciales de She-Hulk y sus "matices de reacción", y le dio crédito a Alonso por su "ojo increíble" para ayudar a diseñar el personaje. Como también, el equipo creativo se centró en la fuerza sobre la estética, estudiando la musculatura y las mujeres atletas en lugar de las culturistas. Coiro explicó: "Así que no tiene el físico de una culturista, pero tiene un físico muy fuerte que puede justificar las acciones que realiza en el programa. Creo que la gente esperaba una culturista y que ella tuviera estos músculos grandes y masivos", pero se parece más a atletas olímpicos".
Gao señaló que, a pesar de que Feige la alentó a ella y a los escritores a presentar a She-Hulk tanto como fuera posible en la serie, cuando llegó el momento de comenzar a filmar, se solicitó que algunas de las escenas con She-Hulk se cambiaran por otras con Walters. Agregó que "muchas cosas...tuvieron que cambiarse en el último minuto" debido a este cambio, e incluso mientras editaba los episodios, se cortaron varias tomas que presentaban a She-Hulk debido a restricciones presupuestarias. Digital Domain se inspiró en la maduración de una fresa al diseñar la transformación de Walters en She-Hulk. Según los informes, se agregaron varias tomas de efectos visuales finales a la serie después de su estreno; esto se debió en parte a la reorganización de la historia de fondo del personaje que originalmente estaba programada para ocurrir al final de la serie antes de pasar al primer episodio en posproducción.
Jamie Gross, Stacey Schroeder, Zene Baker, y Tim Roche fueron los editores de la serie.[cita requerida]

### Música
Se reveló que Amie Doherty compondría la banda sonora de la serie en julio de 2022. Doherty quería que su tema principal funcionara tanto para Walters en la sala del tribunal como para poder hacer la transición a "este gran mundo de superhéroes" para She-Hulk. La parte de She-Hulk del tema que Doherty describió como "grande y rimbombante" y que encajaría en el "sonido bien establecido" del MCU, y encontró que la parte de Walters era más difícil de encajar junto con el sonido del MCU sin dejar de ser única. Vio dramas legales como Ally McBeal, The Good Wife y The Good Fight en busca de inspiración. Doherty quería aportar un sonido "moderno" a su partitura junto con la orquesta, buscando canciones de Megan Thee Stallion, Billie Eilish y otros artistas en el top 40. Los instrumentos de viento de madera se dejaron intencionalmente fuera de la partitura, y Doherty usó sintetizadores para llenar las frecuencias que habrían proporcionado; También se grabaron metales y cuerdas para la partitura. La partitura se grabó en el Synchron Stage Vienna.
La partitura de la serie se lanzó digitalmente por Marvel Music y Hollywood Records en dos volúmenes: la música de los primeros cuatro episodios fue lanzada el 16 de septiembre, y la música del los últimos cinco episodios se lanzaron después el 19 de octubre. El tema principal de la serie fue lanzado como sencillo homónimo, el 18 de agosto.
| She-Hulk: Attorney at Law – Vol. 1 (Episodes 1–4) [Original Soundtrack] |                                      |          |  |
| N.º                                                                     | Título                               | Duración |  |
| 1.                                                                      | «She-Hulk: Attorney at Law»          | 2:27     |  |
| 2.                                                                      | «Practicing for Court»               | 1:05     |  |
| 3.                                                                      | «First Transformation»               | 1:49     |  |
| 4.                                                                      | «Weird Stuff Just Kind of Finds You» | 1:06     |  |
| 5.                                                                      | «What Happened to Me?»               | 4:04     |  |
| 6.                                                                      | «A Normal Amount of Rage»            | 2:19     |  |
| 7.                                                                      | «Under Control»                      | 1:51     |  |
| 8.                                                                      | «Ladies and Gentleman of the Jury»   | 1:30     |  |
| 9.                                                                      | «Family Dinner»                      | 2:18     |  |
| 10.                                                                     | «New Job, Who Dis?»                  | 1:17     |  |
| 11.                                                                     | «Prison Visit»                       | 2:32     |  |
| 12.                                                                     | «Think About It»                     | 1:45     |  |
| 13.                                                                     | «Winning Strategy»                   | 1:06     |  |
| 14.                                                                     | «Thirst Trap»                        | 1:26     |  |
| 15.                                                                     | «News Cycle»                         | 1:10     |  |
| 16.                                                                     | «Impersonating a Judge»              | 1:45     |  |
| 17.                                                                     | «Parole Board Hearing»               | 2:14     |  |
| 18.                                                                     | «Good Deeds»                         | 2:16     |  |
| 19.                                                                     | «Chose to Remain»                    | 1:40     |  |
| 20.                                                                     | «Waiting for the Verdict»            | 1:10     |  |
| 21.                                                                     | «Alleyway Attack»                    | 1:33     |  |
| 22.                                                                     | «Sleight of Hand»                    | 1:58     |  |
| 23.                                                                     | «Spoilers»                           | 1:28     |  |
| 24.                                                                     | «Cease and Desist»                   | 1:42     |  |
| 25.                                                                     | «Drunk Witness»                      | 2:45     |  |
| 26.                                                                     | «Case Closed»                        | 1:43     |  |
| 27.                                                                     | «The Show Must Go Wrong»             | 2:04     |  |
| 28.                                                                     | «Covered in Goo»                     | 2:14     |  |

| She-Hulk: Attorney at Law – Vol. 2 (Episodes 5–9) [Original Soundtrack] | |          |  |
| N.º                                                                     | Título | Duración |  |
| 1.                                                                      | «She Hulk by Titania»                                                                                      | 1:25     |  |
| 2.                                                                      | «Sneaker Drop»                                                                                             | 1:20     |  |
| 3.                                                                      | «Bootleg Merch»                                                                                            | 0:23     |  |
| 4.                                                                      | «Top Tier»                                                                                                 | 1:07     |  |
| 5.                                                                      | «Legally Outmaneuvered»                                                                                    | 1:38     |  |
| 6.                                                                      | «All Rise»                                                                                                 | 1:06     |  |
| 7.                                                                      | «Extra Stretch Wool»                                                                                       | 1:18     |  |
| 8.                                                                      | «Parade of Questionable Men»                                                                               | 1:34     |  |
| 9.                                                                      | «Something Extra»                                                                                          | 1:02     |  |
| 10.                                                                     | «Bridesmaid Box»                                                                                           | 1:32     |  |
| 11.                                                                     | «The Ultimate Escape Artist»                                                                               | 1:49     |  |
| 12.                                                                     | «Plus One»                                                                                                 | 2:15     |  |
| 13.                                                                     | «Forced to Prove It»                                                                                       | 1:37     |  |
| 14.                                                                     | «Trolling the Trolls»                                                                                      | 1:00     |  |
| 15.                                                                     | «Ulterior Motive»                                                                                          | 1:20     |  |
| 16.                                                                     | «Dater's Gon' Date»                                                                                        | 2:25     |  |
| 17.                                                                     | «No New Messages»                                                                                          | 1:49     |  |
| 18.                                                                     | «Identity Issues»                                                                                          | 1:25     |  |
| 19.                                                                     | «Searching for Service»                                                                                    | 4:23     |  |
| 20.                                                                     | «Third-Degree Burns»                                                                                       | 1:17     |  |
| 21.                                                                     | «Blacklisted»                                                                                              | 3:56     |  |
| 22.                                                                     | «Ketchup & Mustard Color Scheme» (referencias a Main Title de Daredevil por John Paesano & Braden Kimball) | 2:58     |  |
| 23.                                                                     | «Do My Thing»                                                                                              | 2:54     |  |
| 24.                                                                     | «Invasion of Privacy»                                                                                      | 1:48     |  |
| 25.                                                                     | «Plea Deal»                                                                                                | 2:34     |  |
| 26.                                                                     | «Defamation Investigation»                                                                                 | 2:13     |  |
| 27.                                                                     | «Genius Plan»                                                                                              | 1:37     |  |
| 28.                                                                     | «Females, Amirite?»                                                                                        | 2:11     |  |
| 29.                                                                     | «Do Not Ask Permission»                                                                                    | 3:24     |  |
| 30.                                                                     | «A Lot of Original Thinkers»                                                                               | 2:27     |  |
| 31.                                                                     | «We Smash Things»                                                                                          | 1:58     |  |
| 32.                                                                     | «The Difficult Diva of Law, Herself»                                                                       | 2:36     |  |

## Marketing
El primer metraje de la serie debutó en Disney+ Day, el 12 de noviembre de 2021. El teaser termina con Walters diciéndole a la audiencia: "No me hagas enojar; no te agradaría cuando estoy enojada" junto a Ruffalo como Banner, que es un homenaje a un episodio de la serie de televisión de acción real de la década de 1970; The Incredible Hulk en la que Bill Bixby, quien interpretó a David Banner, dice la línea; Ruffalo estaba en una pose y un disfraz similares a los de Bixby. Feige y Maslany estrenaron el tráiler de la serie el 17 de mayo de 2022, en la presentación upfront de Disney. El tráiler fue criticado por su CGI, con muchos fanáticos en línea expresando su decepción. A pesar de esto, Charles Pulliam-Moore de The Verge lo llamó "simplemente genial" y destacó el CGI del tráiler, y agregó que "el programa claramente va a ser de Jennifer mientras se embarca en su propio camino hacia el heroísmo". Zachariah Kelly de Gizmodo Australia sintió que el tráiler "no defrauda en absoluto", llamando a la escena en la que She-Hulk acuna "su cita de Tinder como un bebé... absolutamente hilarante", y disfrutó de tener más contexto para los clips vistos por primera vez en las imágenes del Disney+ Day. Mientras tanto, Richard Trenholm y Joan E. Solsman de CNET describieron el tráiler como "hilarante" y escribieron que "vende es el tono lúdico del próximo programa". Mientras tanto, Stephen Lambrechts de TechRadar opinó que el tráiler era fiel a las historietas del personaje, aunque reconoció las críticas en torno al uso de CGI. El tráiler fue visto 78 millones de veces en las 24 horas posteriores a su lanzamiento, que fue la segunda mayor cantidad de vistas para un tráiler del MCU de Disney+ en un período de tiempo de 24 horas, solo detrás del tráiler de The Falcon and the Winter Soldier del Super Bowl LV.
La serie se promocionó en la Convención Internacional de Cómics de San Diego de 2022 con Coiro, Valia, Gao, Maslany, Gonzaga y Jamil junto con el lanzamiento del segundo tráiler. Andrew Webster de The Verge sintió que el tráiler tenía "un tono más alegre que el primero,... [con] algo de drama legal". Edidiong Mboho de Collider declaró que el tráiler establece el "tono cómico mezclado con la épica" de la serie. Jacob Sarkisian de Digital Spy descubrió que la cuarta pared de She-Hulk rompía la "característica llamativa del tráiler". De manera similar, Daniel Chin de The Ringer destacó el "tono cómico que es fiel a la naturaleza rompedora de la cuarta pared de su material de origen" del tráiler y sintió que revelaba más sobre la trama. Un póster también lanzado en Comic-Con presentaba un número de línea directa que tenía un mensaje pregrabado de Walters que describía los servicios que su bufete de abogados brindaba a las personas con superpoderes. Un episodio de la serie Marvel Studios: Leyendas fue lanzado el 10 de agosto de 2022, explorando Banner usando imágenes de sus apariciones en películas del MCU. Disney creó un anuncio en Tinder destinado a representar un perfil de citas para Walters, mientras que se lanzó un comercial falso para el bufete de abogados Goodman, Lieber, Kurtzberg & Holliway de Walters antes del estreno de la serie, que Cameron Bonomolo de ComicBook.com describió como un anuncio "al estilo Better Call Saul".
Antes del estreno del segundo episodio, se creó una cuenta de Twitter para Titania, mientras que se publicó un video de Jamil en el personaje que cubre carteles del mundo real de la serie en Sunset Boulevard con el suyo propio y pintando con aerosol su nombre en ellos. Esto fue después de la breve aparición de Titania al final del primer episodio, con Jamil creyendo que había "algo tan icónico" y "muy desesperado" sobre alguien que se promociona a sí mismo después de una aparición tan breve. Jamil también apareció en personaje en la ciudad de Nueva York en septiembre de 2022 para un L'Officiel y el desfile de modas Boohoo de Kourtney Kardashian. Jamil eligió hacer estas apariciones en el personaje como una forma de rendir homenaje a cómo la serie rompe la cuarta pared. En ese momento, apareció un mensaje de Titania en el número de la línea directa reemplazando al mensaje anterior. Después del final de temporada, el número de la línea directa presentó un nuevo mensaje de Mallory Book y Pug, anunciando los servicios legales sobrehumanos de GLK&H y promocionando a los varios clientes famosos con los que trabajaron, como Megan Thee Stallion, Blonsky y Wong.
Se incluyó un código QR en el primer episodio que vinculaba a los espectadores con un sitio web para acceder a cómics digitales gratuitos con She-Hulk que se actualizaban semanalmente, que se presentó por primera vez en Moon Knight. Los cómics publicados para los episodios, en orden, fueron Savage She-Hulk #1, She-Hulk (2004) #1, Savage She-Hulk #2, West Coast Avengers Annual #4,She-Hulk (2004) #10, West Coast Avengers #46, Tales to Astonish #48, She-Hulk (2014) #9, y Sensational She-Hulk #50. El programa de mercadería "Marvel Must Haves", que revela nuevos juguetes, juegos, libros, ropa, decoración del hogar y otra mercadería relacionada con cada episodio de She-Hulk después estreno de un episodio, iniciado para los episodios el 19 de agosto de 2022 y concluyó el 15 de octubre de 2022.

## Estreno
She-Hulk: Attorney at Law tuvo su estreno mundial en El Capitan Theatre en Los Ángeles el 15 de agosto de 2022. La serie debutó en Disney+ el 18 de agosto de 2022 y constará de nueve episodios, que concluirá el 13 de octubre. Originalmente estaba programado para debutar el miércoles 17 de agosto con estrenos semanales los miércoles, antes de pasar a los estrenos semanales los jueves. Es la serie final de la Fase Cuatro del UCM.

## Recepción
El sitio web del agregador de reseñas, Rotten Tomatoes informó una calificación de aprobación del 77%, con una puntuación media de 6.50/10, basada en 613 reseñas. El consenso de los críticos del sitio afirma: "Ya sea que esté luchando contra los malos, defendiendo a un cliente o manejando su desordenada vida social, She-Hulk: Attorney at Law pasa el listón para una visualización compulsiva". Metacritic, que utiliza un promedio ponderado, asignado una puntuación de 67 sobre 100 basada en 26 críticos, lo que indica "críticas generalmente favorables".
Los primeros cuatro episodios de la serie fueron revisados por críticos antes de su debut. Daniel Fienberg de The Hollywood Reporter calificó estos episodios como "amplios, brillantes y deseosos de servir a la audiencia con un guiño y un empujón" aunque carente de "apuestas o un estilo distintivo". Sintió que la escritura de la serie para personajes vistos anteriormente en situaciones más dramáticas, y los «easter eggs» y los cameos generarían división entre los espectadores. Escribiendo para Rolling Stone, Alan Sepinwall dijo que intentar ser una serie de comedia de media hora produjo resultados "mixtos pero en su mayoría positivos", pero creía que a la serie le costaba más distinguirse dentro del MCU que la serie de cómics del personaje porque el MCU ya tenía un tono más claro en comparación con los otros cómics que se publican en torno a los cómics  de She-Hulk, lo que hizo que el contraste de sus cómics fuera más evidente. También señaló que el MCU estaba "drásticamente menos poblada" en lo que respecta a los personajes que podrían aparecer, y Slott tenía una "enorme caja de juguetes" en los cómics para presentar una amplia gama de personajes. Sepinwall dijo que el humor de Attorney at Law era "más suave que lo que encuentras en las películas del MCU más abiertamente ridículas como Thor: Ragnarok o Guardianes de la Galaxia y no se volvió consistentemente divertido hasta el cuarto episodio.
Joelle Monique en TheWrap calificó la serie como "un delicioso descanso de la diversión familiar cursi y la intensa introspección heroica" de la serie anterior de Marvel Studios y Disney+, elogió la actuación de Maslany y señaló que fue "increíblemente gratificante como un largo "fanático de la franquicia", así como aquellos que disfrutan de las series de televisión legales. Richard Roeper del Chicago Sun-Times dio los episodios 3 de 4 estrellas, elogió a Maslany y creyó que She-Hulk: Attorney at Law "parece una versión del siglo XXI de un programa de televisión de la década de 1980" y se sintió como "uno de esos espectáculos de 'cameo cada semana', con secuencias de lucha gratuitas pero entretenidas salpicadas entre las travesuras de la sala del tribunal y la comedia por juego". Charles Pulliam-Moore de The Verge dijo que la serie "giro sorprendentemente refrescante" en la serie Marvel Studios y Disney+, uno que se sintió "como el precursor de algo nuevo pero muy familiar". Arezou Amin de Collider dio a los primeros cuatro episodios una "A–", diciendo que fueron un "viaje encantador" y que esperaba que los últimos cinco episodios fueran igualmente encantador.
Caroline Framke de Variety dijo en su reseña que la serie era "lo suficientemente encantadora como para saltar de una travesura a la siguiente, especialmente en las hábiles manos de Maslany. Pero entre sus obligaciones con un Universo cinematográfico de Marvel más grande, un presupuesto mucho más limitado que sus pares cinematográficos e intentos de infundir la historia de Jen con la energía #girlboss anticuada, She-Hulk también representa un acto de equilibrio inestable que necesita más tiempo del que probablemente tiene para adaptarse a su propio ritmo". También señaló que Walters podía tener más control sobre She-Hulk que Banner con Hulk debido a sus experiencias diarias, una mujer que controlaba sus emociones era "una forma innegablemente efectiva de hacer que la experiencia de She-Hulk fuera marcada y urgentemente diferente de la de "Hulk". Framke también calificó el enfoque de la historia del trabajo y la vida amorosa de Walters, y el vestuario de la serie, como "varios pasos desactualizados", y deseó un enfoque más innovador para romper la cuarta pared, que se ha vuelto más común en los medios desde Byrne le presentó al personaje en los cómics en la década de 1980. Otorgando a la serie 2,5 estrellas de 4, Kelly Lawler de USA Today dijo She-Hulk: Attorney at Law "muy cerca de ser un gran programa, pero no se compromete por completo con ninguno de los tres o cuatro programas diferentes que está intentando", deseando que se comprometiera mejor con los aspectos de comedia legal, con más rompimiento de la cuarta pared y los exámenes de humanos regulares en el MCU. A pesar de esto, Lawler sintió que Walters era "una protagonista muy atractiva", con elogios también para Maslany, y que la serie tenía "algo de humor bien ubicado", creyendo que si Attorney at Law "se apoya en sus puntos fuertes, podría ser una versión realmente única y divertida" del MCU. Kirsten Howard de Den of Geek disfrutó de que los personajes femeninos fueran retratados como "inteligentes, fuertes y «girlbossing it» (chicas al mando)", pero, al igual que Framke, agregó que era "una narrativa bastante rutinaria" que se sentía "anticuada como el infierno, [y] habla de lo lejos que está el MCU con la representación de superhéroes femeninos que siente la necesidad de ponerse al día en una manera tan perezosa y cliché". También sintieron que los episodios segundo, tercero y cuarto fueron "demasiado esponjosos [y] demasiado trillados", criticando la comedia, los elementos procedimentales y la ruptura poco frecuente de la cuarta pared que terminó siendo "discordante".
La respuesta a los efectos visuales de la serie fue mixta, y algunos críticos se sintieron fue una mejora con respecto a lo que aparecía en los tráileres, mientras que otros lo llamaron una distracción y entraron en el valle inquietante. Algunos lo criticaron, pero creían que no restaba valor a la serie, con Howard afirmando algunos CGI en los episodios posteriores se inclinaron hacia el territorio "Polar Express". Howard también sintió que habría sido "una declaración bastante poderosa en sí misma" tener un modelo de personaje de She-Hulk completamente realizado contra el modelo de Hulk.
En una revisión de toda la serie, Amelia Emberwing de IGN le dio a She-Hulk: Attorney at Law un 8 sobre 10, elogiando el enfoque de Gao, Coiro y Maslany. Disfrutó del humor que Gao y los escritores pudieron encontrar en momentos que resaltan "algunas de las partes más ridículas de la vida cotidiana de una mujer" contra la lucha de obtener repentinamente superpoderes junto con el formato de comedia de situación y las rupturas de la cuarta pared. Sin embargo, tanto el formato de comedia de situación como las rupturas de la cuarta pared "se desmoronan" en el final, que "no pudo reconciliarse con su tono" y no resolvió adecuadamente "la humillación abyecta que experimenta Jen" en el penúltimo episodio. A pesar de este "pequeño problema" al final de la serie, Emberwing encontró que Attorney at Law era "completamente nueva en el Universo cinematográfico de Marvel", particularmente al traer "la sexualidad femenina al frente y al centro" y su enfoque a la masculinidad tóxica. El colega de Emberwing, Alex Stedman, sintió que Attorney at Law fue una primera comedia de situación exitosa en el UCM, y elogió la actuación de Maslany, aunque sintió que los tiempos de ejecución de 30 minutos eran a veces demasiado cortos y, en ocasiones, deseaba que se estrenaran varios episodios cada semana. Matt Patches de Polygon llamó a la serie "fácilmente uno de los programas más cachondos que se transmiten actualmente en Disney Plus, y por eso, uno de los más refrescantes". Debiparna Chakraborty de MovieWeb dijo que Attorney at Law era "una sátira feminista, una historia de origen y un espectáculo divertido en general que logra romper con muchos tropos regulares de MCU", disfrutando el hecho de que la serie estableció un tono claro desde el principio y la capacidad de Walters para romper la cuarta pared.

### Reconocimientos
| Premio                        | Fecha de ceremonia     | Categoría                                                             | Receptor(es) | Resultado | Ref(s)  |         |
| ----------------------------- | ---------------------- | --------------------------------------------------------------------- | --- | --------- | ------- | ------- |
| People's Choice Awards        | 6 de diciembre de 2022 | Serie de ciencia ficción/fantasía de 2022                             | She-Hulk: Attorney at Law | Nominada  | [ 202 ] |         |
| Visual Effects Society Awards | 15 de febrero de 2023  | Mejor personaje animado en un episodio o proyecto en tiempo real      | Elizabeth Bernard, Jan Philip Cramer, Edwina Ting, y Andrew Park (por «She-Hulk) | Nominada  | [ 203 ] |         |
| MPSE Golden Reel Awards       | 26 de febrero de 2023  | Mejor logro en edición de sonido: formato corto de transmisión        | Mac Smith, Steve Bissinger, Tim Farrell, Goeun Everett, Vanessa Lapato, Ryan Cota, Joel Raabe, Ian Chase, Sean England, Andrea Gard, y Kim B. Christensen (por «Ribbit and Rip It») | Nominados | [ 204 ] |         |
| MPSE Golden Reel Awards       | 26 de febrero de 2023  | Mejor edición musical: formato corto de transmisión                   | Anele Onyekwere, Mary Parker, Leah Dennis, y Zak Millman (por «Is This Not Real Magic?»)                                                                                            | Nominados | [ 204 ] |         |
| Cinema Audio Society Awards   | 4 de marzo de 2023     | Mejor mezcla de sonido para series de televisión: Media hora          | Marcus Petruska, Pete Horner, Karol Urban, Alvin Wee, Doc Kane, y Jason Butler (por «Whose Show Is This?»)                                                                          | Nominados | [ 205 ] |         |
| Kids' Choice Awards           | 4 de marzo de 2023     | Programa de televisión familiar favorito                              | She-Hulk: Attorney at Law | Nominada  | [ 206 ] |         |
| Critics' Choice Super Awards  | 16 de marzo de 2023    | Mejor serie de superhéroes, serie limitada o película para televisión | She-Hulk: Attorney at Law | Nominada  | [ 207 ] |         |
| Critics' Choice Super Awards  | 16 de marzo de 2023    | Mejor actriz en una serie de superhéroes                              | Tatiana Maslany | Ganadora  | [ 207 ] |         |
| MTV Movie & TV Awards         | 7 de mayo de 2023      | Mejor Momento Musical                                                 | «Body» (canción de Megan Thee Stallion) | Nominada  | [ 208 ] |         |
| Dorian Awards                 | 26 de junio de 2023    | Programa de televisión más cursi                                      | She-Hulk: Attorney at Law | Nominada  | [ 209 ] |         |
| Golden Trailer Awards         | 29 de junio de 2023    | Mejor tráiler de comedia / drama para una serie de TV / Streaming     | Level Up AV (por «digital "Split"») | Nominada  | [ 210 ] |         |
| Golden Trailer Awards         | 29 de junio de 2023    | Mejor Campaña Viral para una Serie de TV / Streaming                  | Tiny Hero (por «Campaña de contenido creativo para She-Hulk: Attorney at Law») | Nominada  | [ 210 ] |         |
| Astra TV Awards               | 8 de enero de 2024     | Mejor actriz en una serie de comedia en streaming                     | Tatiana Maslany | Nominada  | [ 211 ] |         |
| Astra Creative Arts TV Awards | 8 de enero de 2024     | Mejores acrobacias                                                    | She-Hulk: Attorney at Law | Nominada  | [ 211 ] | [ 211 ] |
| Saturn Awards                 | 4 de febrero de 2024   | Mejor serie de televisión de superhéroes                              | She-Hulk: Attorney at Law | Nominada  | [ 212 ] |         |
| Saturn Awards                 | 4 de febrero de 2024   | Mejor actriz en una serie de televisión                               | Tatiana Maslany | Nominada  | [ 212 ] |         |

## Documental especial
En febrero de 2021, se anunció la serie documental Marvel Studios: Assembled. Cada especial va detrás de escena de la realización de las películas y series de televisión de UCM con miembros del elenco y creativos adicionales. El especial de esta serie, Assembled: The Making of She-Hulk: Attorney at Law,se estrenó en Disney+, el 3 de noviembre de 2022.

## Futuro
En noviembre de 2019, Feige declaró que después de presentar a She-Hulk en la serie, el personaje se trasladará a las películas del UCM. En febrero de 2021, declaró que algunas de sus series, incluidas She-Hulk y Moon Knight, se estaban desarrollando con el potencial de tener temporadas futuras, en contraste con series como WandaVision (2021) que se desarrollaron como limitadas eventos que conducen a películas. Coiro se hizo eco de esto en agosto de 2022, afirmando que la serie podría tener una segunda temporada o que el personaje podría aparecer en películas. Gao tenía una idea y una premisa de lo que podría implicar una segunda temporada, pero se centró en contar una historia completa con la primera temporada. Tenía la esperanza de que algunas de estas ideas y material recortado de la primera temporada pudieran aparecer en proyectos futuros.
En enero de 2024, Maslany declaró que era poco probable una segunda temporada de la serie y dijo: "Creo que arruinamos nuestro presupuesto y Disney dijo 'no, gracias'". io9 contextualizó los comentarios de Maslany y señaló cómo el regreso del CEO de Disney, Bob Iger a la compañía en noviembre de 2022 trajo una reevaluación de la producción de contenido de la compañía, incluida la de Marvel Studios. Afirmaron: "mientras Marvel resuelve todo, no es que se haya abandonado por completo una segunda temporada de She-Hulk. Simplemente parece menos probable que no en "por el momento", aunque coincidió con Maslany en que, debido a su gran presupuesto, la serie necesitaría "cambios importantes" en sus efectos visuales para ser más rentable.